# Поркюпайн (Південна Дакота)
Поркюпайн (англ. Porcupine) — переписна місцевість (CDP) в США, в окрузі Шеннон штату Південна Дакота. Населення — 925 осіб (2020).

## Географія
Поркюпайн розташований за координатами 43°16′7″ пн. ш. 102°20′7″ зх. д. / 43.26861° пн. ш. 102.33528° зх. д. (43.268710, -102.335327).  За даними Бюро перепису населення США в 2010 році переписна місцевість мала площу 24,71 км², уся площа — суходіл.

## Демографія
Згідно з переписом 2010 року, у переписній місцевості мешкали 1062 особи в 211 домогосподарстві у складі 181 родини. Густота населення становила 43 особи/км².  Було 223 помешкання (9/км²).
Расовий склад населення:
| - 98,7 % — корінних американців - 0,9 % — білих |

До двох чи більше рас належало 0,4 %. Частка іспаномовних становила 1,8 % від усіх жителів.
За віковим діапазоном населення розподілялося таким чином: 40,7 % — особи молодші 18 років, 54,1 % — особи у віці 18—64 років, 5,2 % — особи у віці 65 років та старші. Медіана віку мешканця становила 22,4 року. На 100 осіб жіночої статі у переписній місцевості припадало 105,8 чоловіків;  на 100 жінок у віці від 18 років та старших — 98,7 чоловіків також старших 18 років.
Середній дохід на одне домашнє господарство  становив 31 930 доларів США (медіана — 23 558), а середній дохід на одну сім'ю — 33 878 доларів (медіана — 25 208). За межею бідності перебувало 60,2 % осіб, у тому числі 65,2 % дітей у віці до 18 років та 66,0 % осіб у віці 65 років та старших.
Цивільне працевлаштоване населення становило 200 осіб. Основні галузі зайнятості: освіта, охорона здоров'я та соціальна допомога — 52,0 %, роздрібна торгівля — 16,5 %, публічна адміністрація — 11,0 %, фінанси, страхування та нерухомість — 8,0 %.